# Dumfriesshire, Clydesdale and Tweeddale (circonscription du Parlement britannique)
Circonscription parlementaire de la Chambre des communes
Dumfriesshire, Clydesdale and Tweeddale est une circonscription électorale britannique située en Écosse.

## Liste des députés
| Élection | Élection | MP            | Parti              |
| -------- | -------- | ------------- | ------------------ |
|          | 2005     | David Mundell | Parti conservateur |